# Arnór Ingvi Traustason
En aquest nom islandès, el darrer nom és un patronímic, no pas un cognom. La manera de referir-se a aquesta persona és pel nom de pila.
Arnór Ingvi Traustason (Keflavík, el 30 d'abril de 1993) és un futbolista islandès que juga amb l'IFK Norrköping com a migcampista.